# Saint-Maixme-Hauterive
 Saint-Maixme-Hauterive  là một xã của tỉnh Eure-et-Loir, thuộc vùng Centre-Val de Loire, miền bắc nước Pháp.